# توماس رک
توماس رک (آلمانی: Thomas Reck؛ زادهٔ ۱۶ ژانویهٔ ۱۹۶۴) بازیکن هاکی روی چمن اهل آلمان غربی است.